# Ramon Bosc
Ramon Bosc (Reus, 1351 (?) - 1416), va ser un sacerdot i escriptor català en llengua llatina.

## Biografia
Beneficiat de la Prioral de Sant Pere de Reus, segons explica l'historiador reusenc Andreu de Bofarull se'l coneix per l'inventari dels seus béns i els manuscrits que, segons Corminas, es troben a la Comuna Prioral de Reus. Segons Jaume Fort, cronista reusenc, en una informació recollida per Josep Olesti, era de família de pagesos, i donà classes gratuïtes als treballadors dels camps propers a Reus. Va escriure algunes peces escèniques, com un entremès en un acte sobre sant Bernat Calbó, i altres obres que descriuen la vida reusenca d'aquells temps.

## Obres
- Martiniana super cronicis disgestis romanorum. Manuscrit.